# Ampedus quercicola
Ampedus quercicola là một loài bọ cánh cứng trong họ Elateridae. Loài này được Buysson miêu tả khoa học năm 1887.

## Hình ảnh

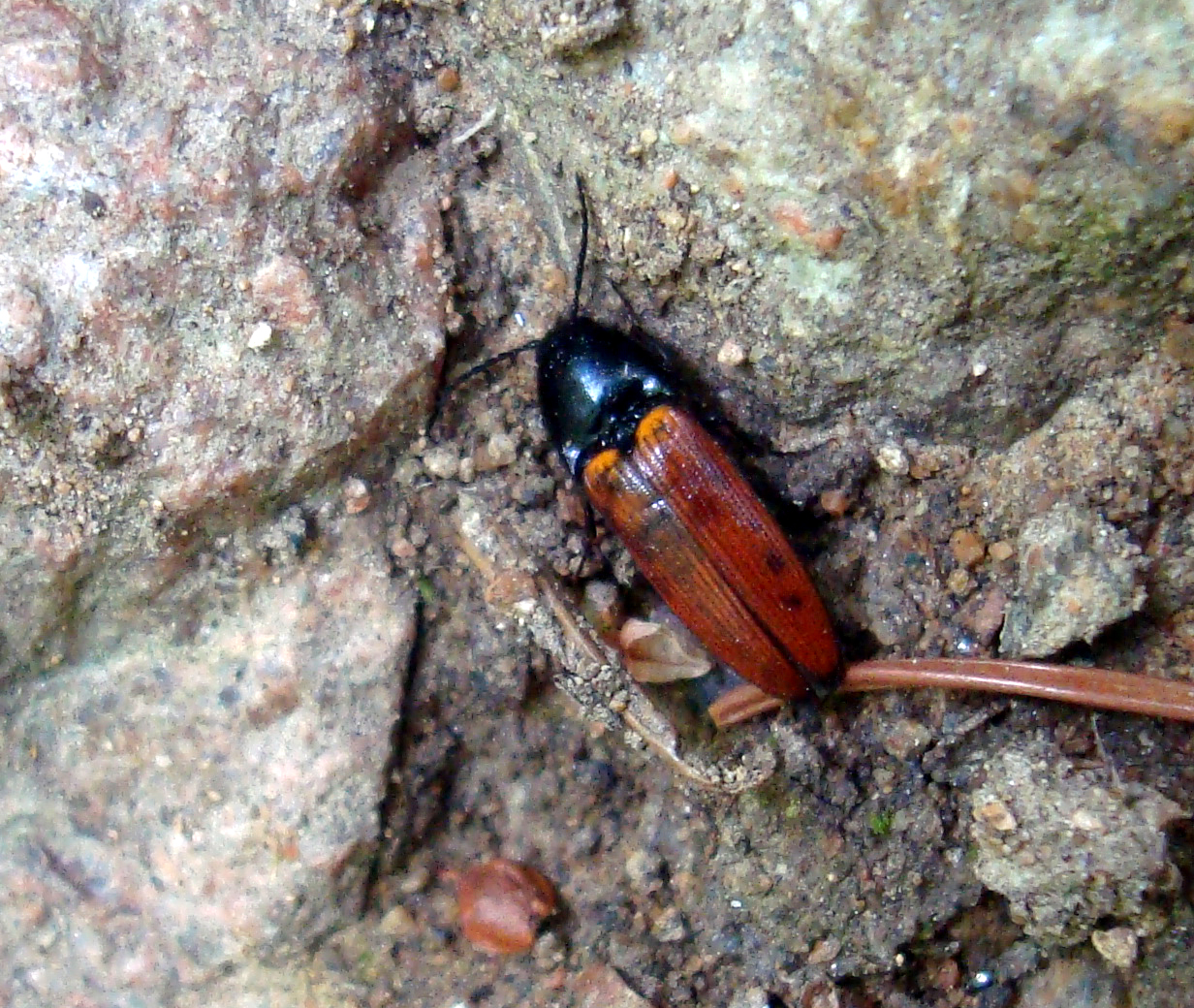
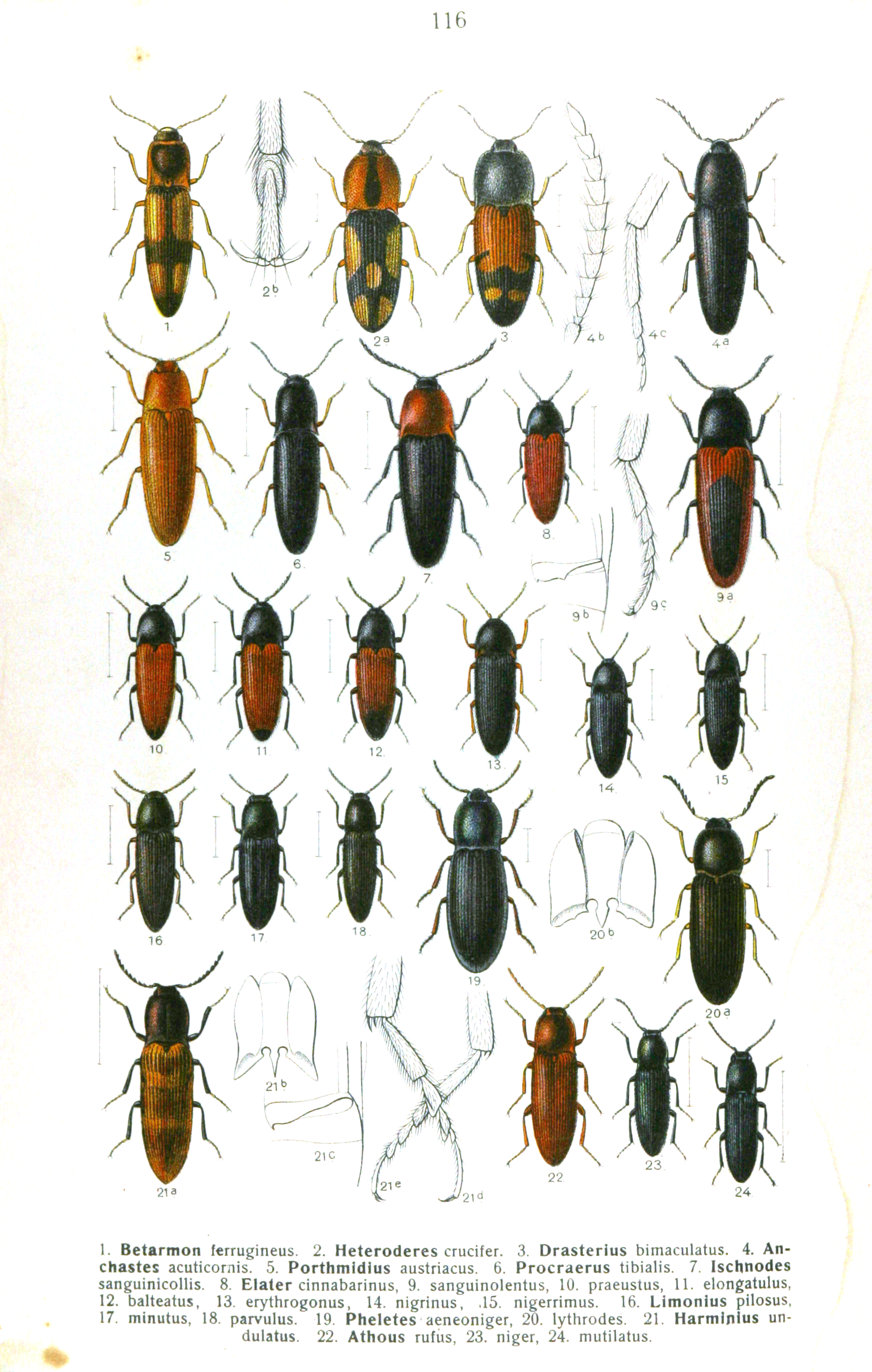